# Sovrani britannici per durata del regno

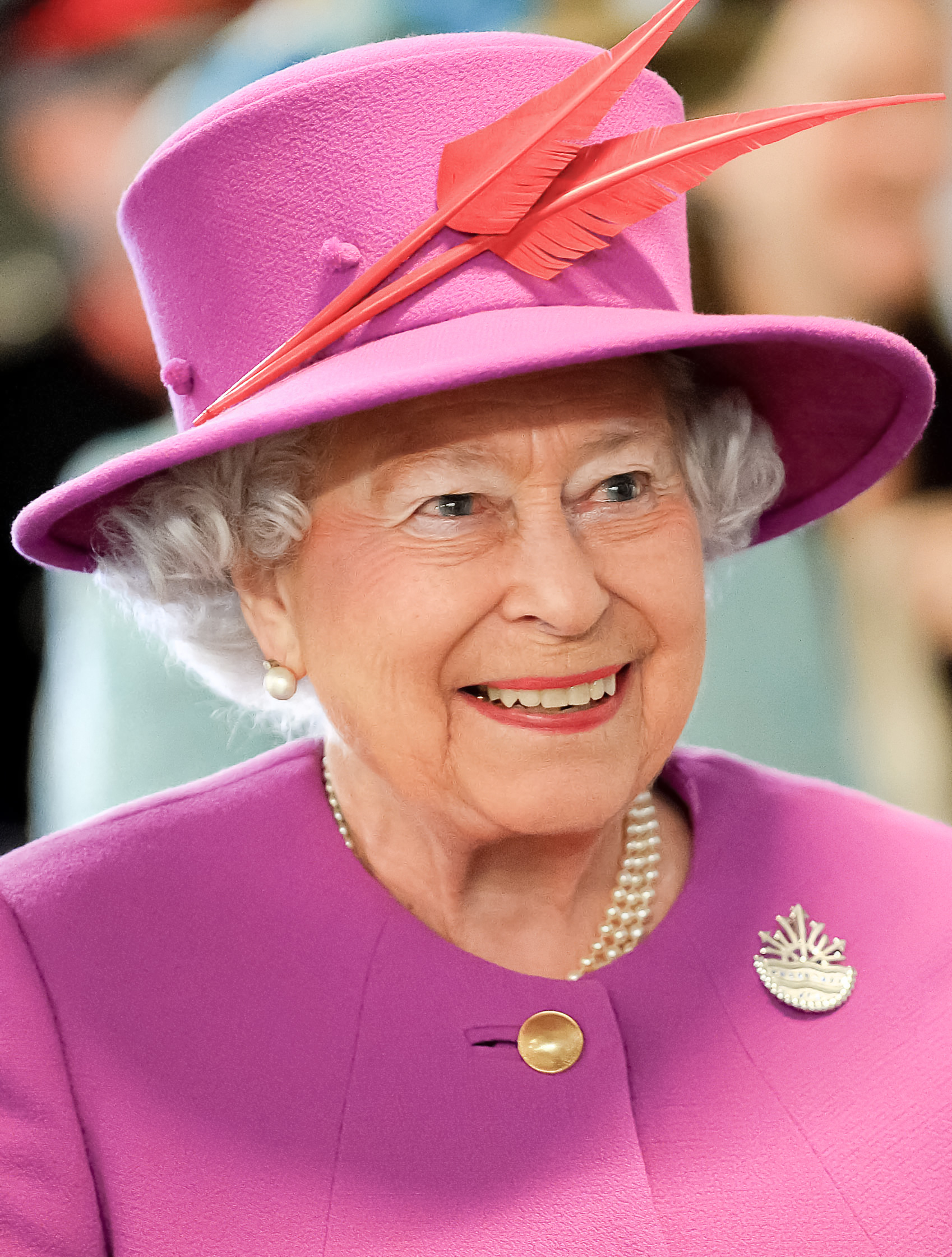
Elisabetta II
70 anni e 214 giorni

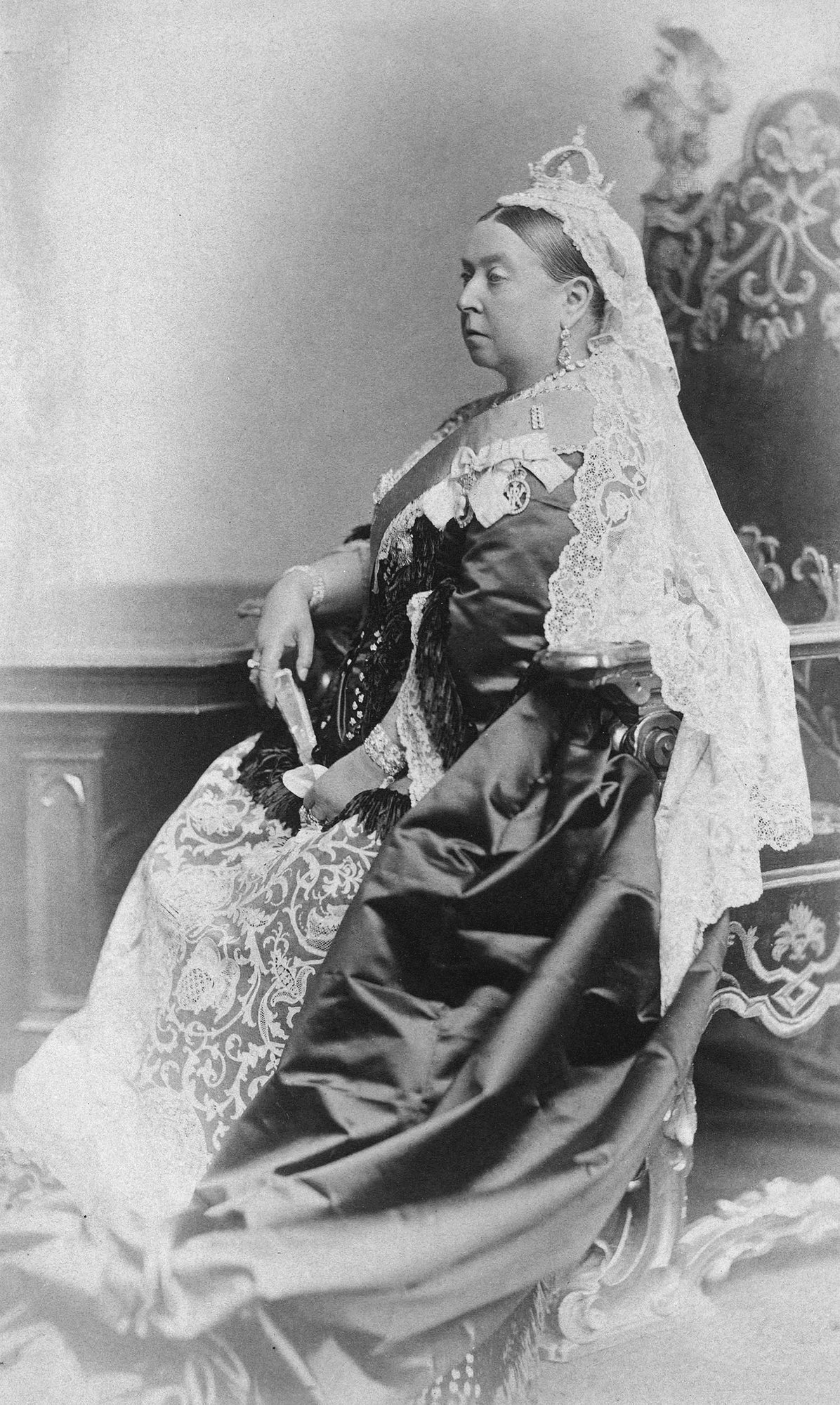
Vittoria
63 anni e 216 giorni

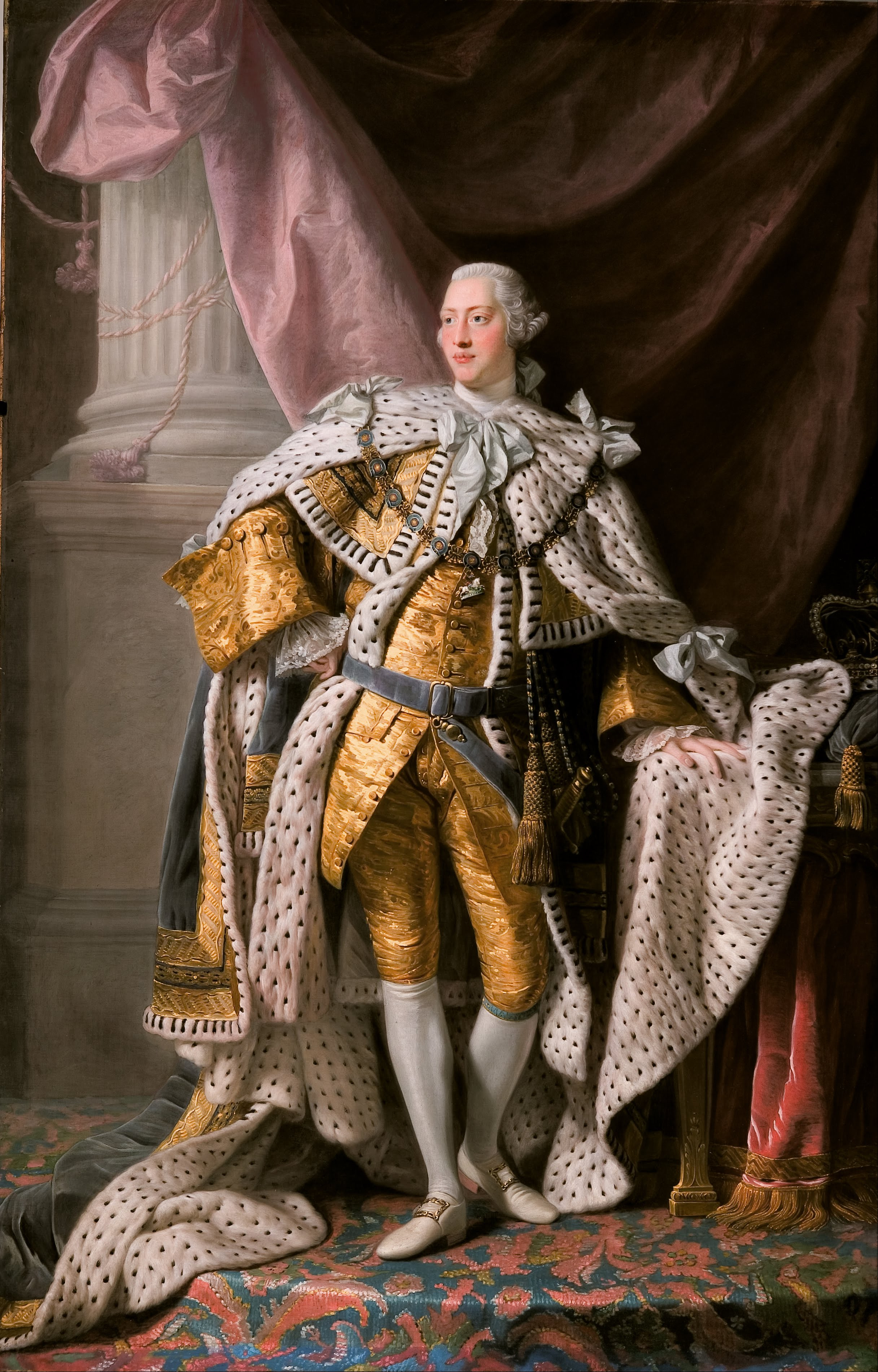
Giorgio III
59 anni e 96 giorni

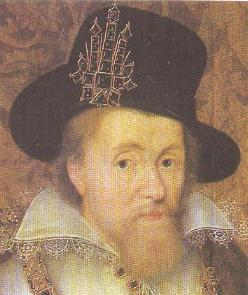
Giacomo VI di Scozia
57 anni e 246 giorni
Giacomo I d'Inghilterra
22 anni e 3 giorni

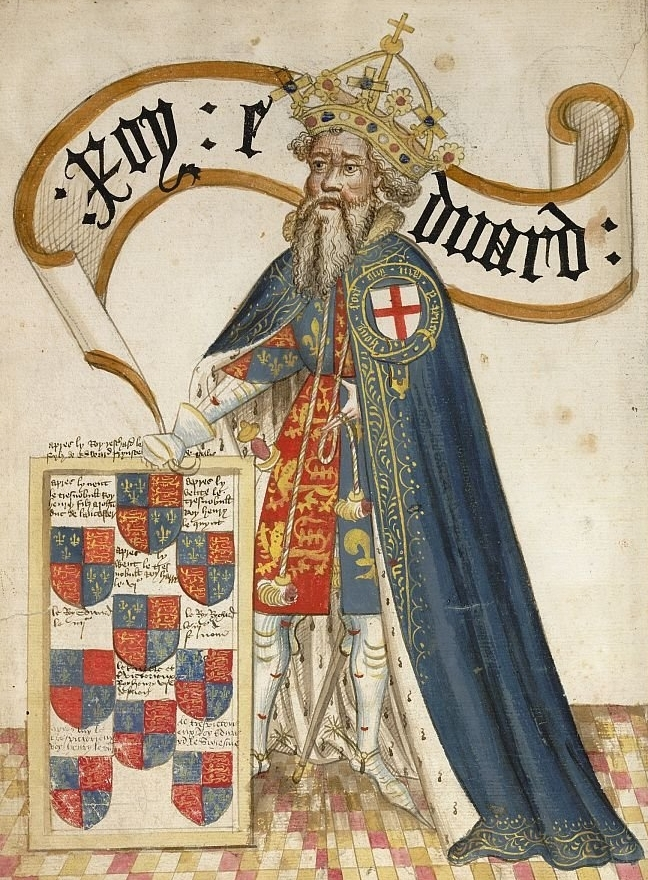
Edoardo III d'Inghilterra
50 anni e 147 giorni

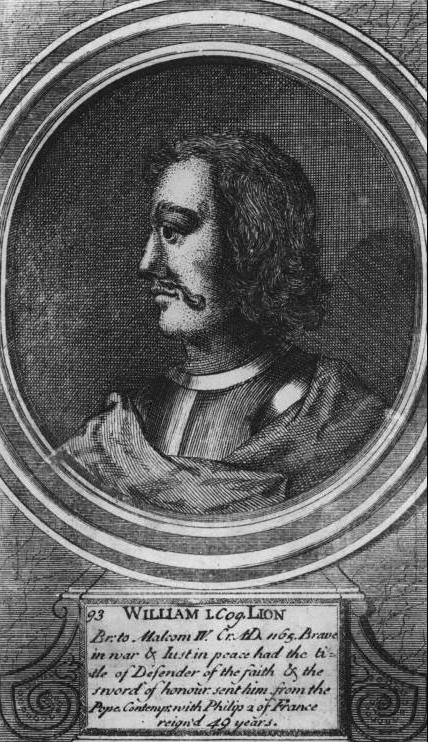
Guglielmo I di Scozia
48 anni e 360 giorni

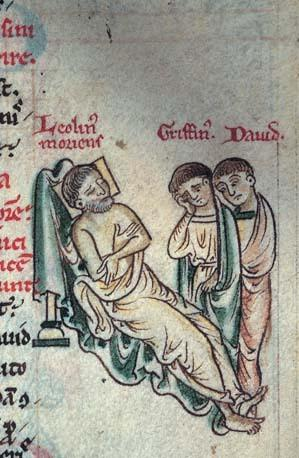
Llywelyn I del Galles
circa 45 anni

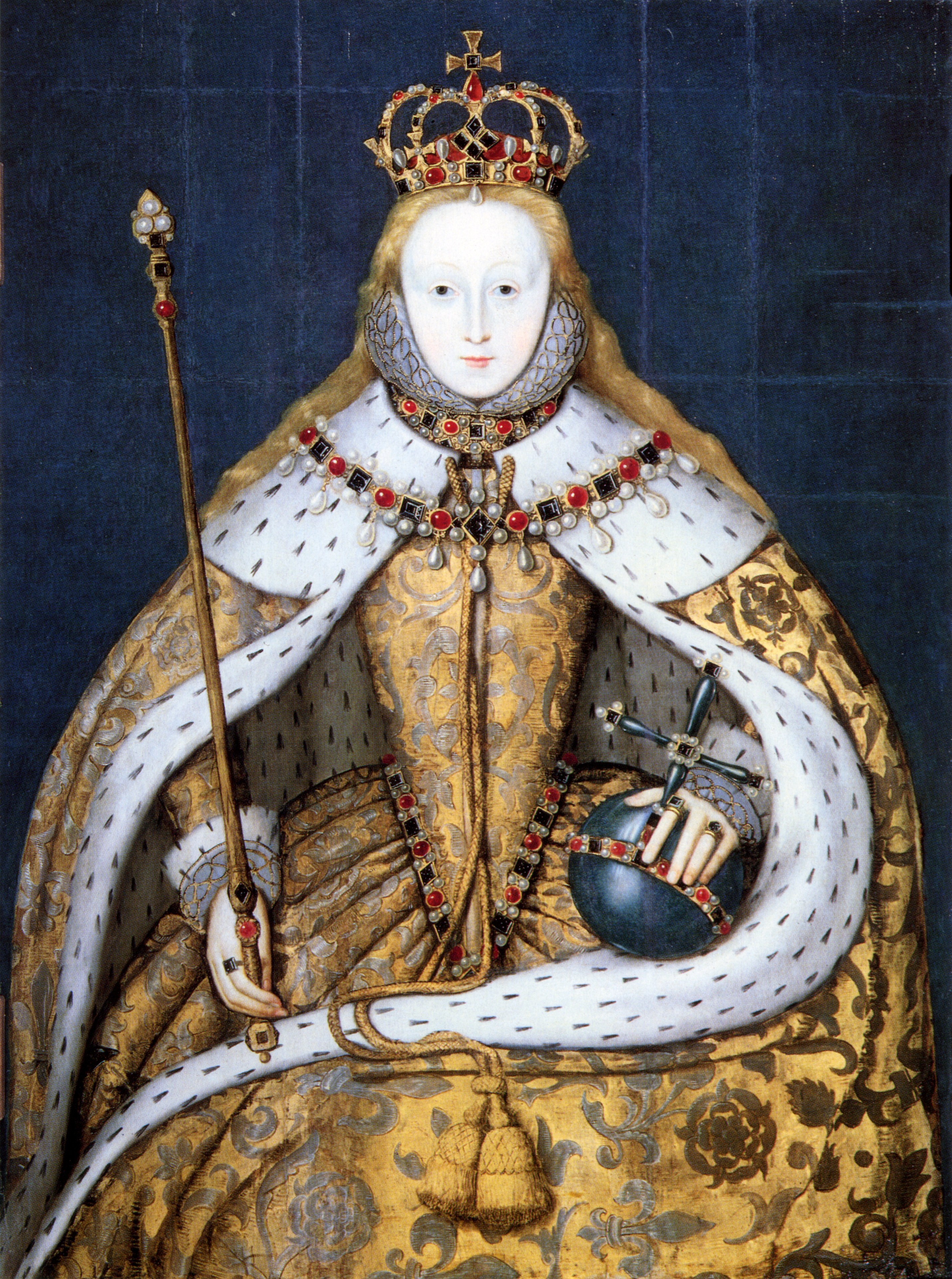
Elisabetta I d'Inghilterra
44 anni e 127 giorni

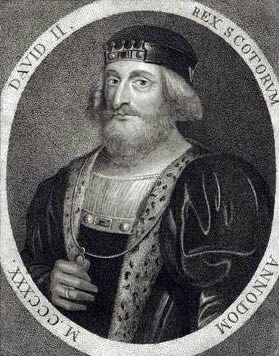
Davide II di Scozia
41 anni e 260 giorni

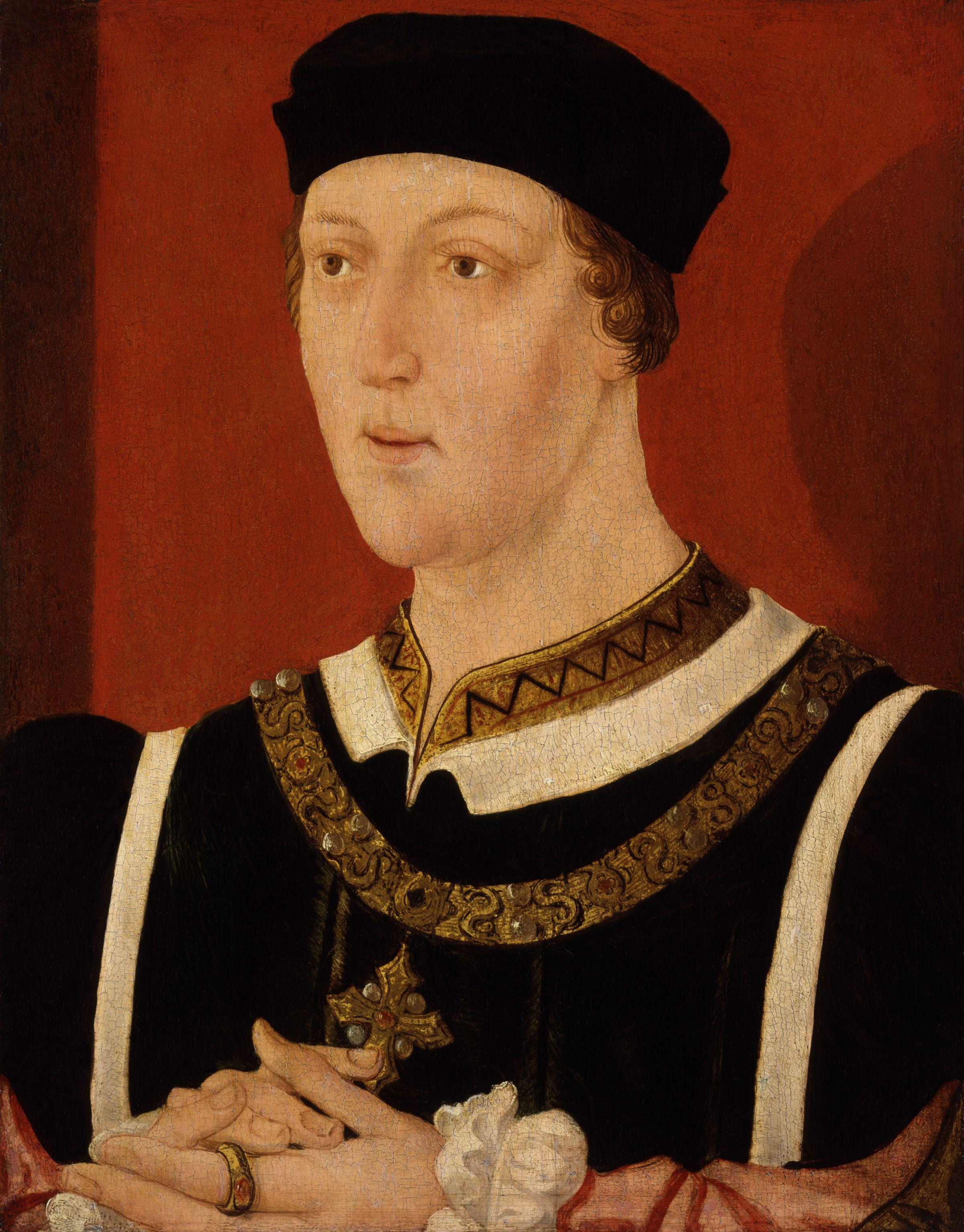
Enrico VI d'Inghilterra
Primo regno
38 anni e 185 giorni
Secondo regno
162 giorni

Questa è una lista, in ordine di durata di regno, dei sovrani del Regno Unito di Gran Bretagna e Irlanda (Regno Unito di Gran Bretagna e Irlanda del Nord dopo il 1927), del Regno di Gran Bretagna, del Regno d'Inghilterra dal 925, del Regno di Scozia dal 1107 e del Principato del Galles dal 1170.
Dal 9 settembre 2015 il regno di Elisabetta II è il più lungo di tutta la storia britannica. Il precedente primato apparteneva alla regina Vittoria, sua trisavola, che lo deteneva dal 22 settembre 1896 quando aveva eguagliato il primato di suo nonno re Giorgio III. Elisabetta II, nel 2022, è stata anche la prima sovrana britannica a raggiungere il giubileo di platino, che celebra i 70 anni sul trono.

## Totale
| #  | Nome                                          | Regno            | Regno            | Durata   | Durata               |
| #  | Nome                                          | dal              | al               | giorni   | anni e giorni        |
| -- | --------------------------------------------- | ---------------- | ---------------- | -------- | -------------------- |
| 1  | Elisabetta II del Regno Unito                 | 6 febbraio 1952  | 8 settembre 2022 | 25 782   | 70 anni e 214 giorni |
| 2  | Vittoria del Regno Unito                      | 20 giugno 1837   | 22 gennaio 1901  | 23 226   | 63 anni e 216 giorni |
| 3  | Giorgio III del Regno Unito                   | 25 ottobre 1760  | 29 gennaio 1820  | 21 644   | 59 anni e 96 giorni  |
| 4  | Giacomo VI di Scozia                          | 24 luglio 1567   | 27 marzo 1625    | 21 066   | 57 anni e 246 giorni |
| 5  | Enrico III d'Inghilterra e Signore d'Irlanda  | 18 ottobre 1216  | 16 novembre 1272 | 20 483   | 56 anni e 29 giorni  |
| 6  | Edoardo III d'Inghilterra e Signore d'Irlanda | 25 gennaio 1327  | 21 giugno 1377   | 18 410   | 50 anni e 147 giorni |
| 7  | Guglielmo I di Scozia                         | 9 dicembre 1165  | 4 dicembre 1214  | 17 892   | 48 anni e 360 giorni |
| 8  | Llywelyn di Gwynedd                           | 1º gennaio 1195  | 11 aprile 1240   | > 16 172 | 45 anni (circa)      |
| 9  | Elisabetta I d'Inghilterra e Irlanda          | 17 novembre 1558 | 24 marzo 1603    | 16 198   | 44 anni e 127 giorni |
| 10 | Davide II di Scozia                           | 7 giugno 1329    | 22 febbraio 1371 | 15 235   | 41 anni e 260 giorni |

### Elisabetta II
La Regina Elisabetta II ha festeggiato il suo Giubileo di Diamante (che segna la ricorrenza dei 60 anni sul trono) il 6 febbraio 2012, all'età di 85 anni e 291 giorni. 
Il 9 settembre 2015, all'età di 89 anni e 143 giorni, ha superato la Regina Vittoria come sovrana con il regno più lungo nella storia britannica ed è divenuta la donna con il regno più duraturo nell'intera storia mondiale.
Il 6 febbraio 2022, all'età di 95 anni e 291 giorni, ha dato inizio ai festeggiamenti per il proprio Giubileo di Platino, avendo regnato per 70 anni e ricorrendo in quella data il cosiddetto Accession Day (letteralmente "giorno dell'adesione", cioè il giorno nel 1952 in cui morì suo padre Re Giorgio VI, sancendo la sua ascesa al trono). Elisabetta è deceduta l'8 settembre dello stesso anno, ponendo il record di longevità di regno a 70 anni e 214 giorni.

## Dopo il Trattato di Unione

### Regno Unito
Il 1º gennaio 1801 il Regno di Gran Bretagna si unì al Regno d'Irlanda per costituire il Regno Unito di Gran Bretagna e Irlanda, che divenne poi Regno Unito di Gran Bretagna e Irlanda del Nord a seguito dell'indipendenza della Repubblica d'Irlanda.
| Nome          | Regno            | Regno            | Durata | Durata               |
| Nome          | dal              | al               | giorni | anni e giorni        |
| ------------- | ---------------- | ---------------- | ------ | -------------------- |
| Elisabetta II | 6 febbraio 1952  | 8 settembre 2022 | 25 782 | 70 anni e 214 giorni |
| Vittoria      | 20 giugno 1837   | 22 gennaio 1901  | 23 226 | 63 anni e 216 giorni |
| Giorgio III   | 25 ottobre 1760  | 29 gennaio 1820  | 21 644 | 59 anni e 96 giorni  |
| Giorgio V     | 6 maggio 1910    | 20 gennaio 1936  | 9 390  | 25 anni e 259 giorni |
| Giorgio VI    | 11 dicembre 1936 | 6 febbraio 1952  | 5 535  | 15 anni e 57 giorni  |
| Giorgio IV    | 29 gennaio 1820  | 26 giugno 1830   | 3 801  | 10 anni e 148 giorni |
| Edoardo VII   | 22 gennaio 1901  | 6 maggio 1910    | 3 391  | 9 anni e 104 giorni  |
| Guglielmo IV  | 26 giugno 1830   | 20 giugno 1837   | 2 551  | 6 anni e 359 giorni  |
| Carlo III     | 8 settembre 2022 | regnante         | 935    | 2 anni e 204 giorni  |
| Edoardo VIII  | 20 gennaio 1936  | 11 dicembre 1936 | 326    | 326 giorni           |

### Gran Bretagna
Il 1º maggio 1707, con l'Atto di Unione, il Regno d'Inghilterra si unì con il Regno di Scozia per formare il Regno di Gran Bretagna.
Il periodo più lungo della pretesa al trono fu quello di Giacomo Francesco Edoardo Stuart (il "Vecchio Pretendente"), il cui regno come pretendente giacobita ai troni di Inghilterra, Scozia e Irlanda durò 64 anni, 3 mesi e 16 giorni.
| Nome        | Regno           | Regno           | Durata | Durata               |
| Nome        | dal             | al              | giorni | anni e giorni        |
| ----------- | --------------- | --------------- | ------ | -------------------- |
| Giorgio III | 25 ottobre 1760 | 29 gennaio 1820 | 21 644 | 59 anni e 96 giorni  |
| Giorgio II  | 22 giugno 1727  | 25 ottobre 1760 | 12 168 | 33 anni e 114 giorni |
| Giorgio I   | 1 agosto 1714   | 11 giugno 1727  | 4 697  | 12 anni e 314 giorni |
| Anna        | 8 marzo 1702    | 1 agosto 1714   | 4 529  | 12 anni e 146 giorni |

## Inghilterra
| Nome                                            | Regno                            | Regno                           | Durata                    | Durata                                                        |
| Nome                                            | dal                              | al                              | giorni                    | anni e giorni                                                 |
| ----------------------------------------------- | -------------------------------- | ------------------------------- | ------------------------- | ------------------------------------------------------------- |
| Enrico III                                      | 18 o 19 ottobre 1216             | 16 novembre 1272                | 20 482 o 20 483           | 56 anni e 28 giorni o 29 giorni                               |
| Edoardo III                                     | 25 gennaio 1327                  | 21 giugno 1377                  | 18 410                    | 50 anni e 147 giorni                                          |
| Elisabetta I                                    | 17 novembre 1558                 | 24 marzo 1603                   | 16 198                    | 44 anni e 127 giorni                                          |
| Enrico VI                                       | 31 agosto 1422 31 ottobre 1470   | 4 marzo 1461 11 aprile 1471     | 14 065 162 Totale: 14 227 | 38 anni e 185 giorni 162 giorni 38 anni e 347 giorni          |
| Etelredo II                                     | 18 marzo 978 3 febbraio 1014     | 25 dicembre 1013 23 aprile 1016 | 13 065 810 Totale: 13 875 | 35 anni e 282 giorni 2 anni e 80 giorni 37 anni e 362 giorni  |
| Enrico VIII                                     | 22 aprile 1509                   | 28 gennaio 1547                 | 13 795                    | 37 anni e 281 giorni                                          |
| Carlo II                                        | 30 gennaio 1649                  | 6 febbraio 1685                 | 13 156                    | 36 anni e 7 giorni                                            |
| Enrico I                                        | 3 agosto 1100                    | 1 dicembre 1135                 | 12 903                    | 35 anni e 120 giorni                                          |
| Enrico II (sovrano insieme a Enrico il Giovane) | 25 ottobre 1154                  | 6 luglio 1189                   | 12 673                    | 34 anni e 254 giorni                                          |
| Edoardo I                                       | 20 novembre 1272                 | 7 luglio 1307                   | 12 646                    | 34 anni e 229 giorni                                          |
| Alfredo                                         | 24 aprile 871                    | 26 ottobre 899                  | 10 412                    | 28 anni e 185 giorni                                          |
| Edoardo il Vecchio                              | 27 ottobre 899                   | 17 luglio 924                   | 9 029                     | 24 anni e 264 giorni                                          |
| Carlo I                                         | 27 marzo 1625                    | 30 gennaio 1649                 | 8 710                     | 23 anni e 309 giorni                                          |
| Enrico VII                                      | 22 agosto 1485                   | 21 aprile 1509                  | 8 642                     | 23 anni e 242 giorni                                          |
| Edoardo il Confessore                           | 8 giugno 1042                    | 5 gennaio 1066                  | 8 612                     | 23 anni e 211 giorni                                          |
| Riccardo II                                     | 22 giugno 1377                   | 29 settembre 1399               | 8 134                     | 22 anni e 99 giorni                                           |
| Giacomo I                                       | 24 marzo 1603                    | 27 marzo 1625                   | 8 039                     | 22 anni e 3 giorni                                            |
| Edoardo IV                                      | 4 marzo 1461 11 aprile 1471      | 3 ottobre 1470 9 aprile 1483    | 3 500 1 381 Totale: 7 881 | 9 anni e 213 giorni 11 anni e 363 giorni 21 anni e 211 giorni |
| Guglielmo I                                     | 12 dicembre 1066                 | 9 settembre 1087                | 7 563                     | 20 anni e 258 giorni                                          |
| Edoardo II                                      | 7 luglio 1307                    | 20 gennaio 1327                 | 7 137                     | 19 anni e 197 giorni                                          |
| Canuto                                          | 30 novembre 1016                 | 12 novembre 1035                | 6 921                     | 18 anni e 347 giorni                                          |
| Stefano                                         | 22 dicembre 1135 1 novembre 1141 | 7 aprile 1141 25 ottobre 1154   | 1 933 4 741 Totale: 6 674 | 5 anni e 106 giorni 12 anni e 358 giorni 18 anni e 99 giorni  |
| Giovanni                                        | 6 aprile 1199                    | 19 ottobre 1216                 | 6 406                     | 17 anni e 196 giorni                                          |
| Edgardo                                         | 1 ottobre 959                    | 8 luglio 975                    | 5 759                     | 15 anni e 280 giorni                                          |
| Atelstano                                       | 2 agosto 924 (o 925)             | 27 ottobre 939                  | 5 564 o 5 199             | 15 anni e 86 giorni o 14 anni e 86 giorni                     |
| Enrico IV                                       | 29 settembre 1399                | 20 marzo 1413                   | 4 920                     | 13 anni e 172 giorni                                          |
| Guglielmo III (sovrano insieme a Maria II)      | 13 febbraio 1689                 | 8 marzo 1702                    | 4 770                     | 13 anni e 23 giorni                                           |
| Enrico il Giovane (sovrano insieme a Enrico II) | 14 giugno 1170                   | 11 giugno 1183                  | 4 745                     | 12 anni e 362 giorni                                          |
| Guglielmo II                                    | 9 settembre 1087                 | 2 agosto 1100                   | 4 710                     | 12 anni e 327 giorni                                          |
| Anna                                            | 8 marzo 1702                     | 1 agosto 1714                   | 4 529                     | 12 anni e 146 giorni                                          |
| Riccardo I                                      | 6 luglio 1189                    | 6 aprile 1199                   | 3 561                     | 9 anni e 274 giorni                                           |
| Edredo                                          | 26 maggio 946                    | 23 novembre 955                 | 3 468                     | 9 anni e 181 giorni                                           |
| Enrico V                                        | 21 marzo 1413                    | 31 agosto 1422                  | 3 450                     | 9 anni e 163 giorni                                           |
| Edmondo I                                       | 27 ottobre 939                   | 26 maggio 946                   | 2 403                     | 6 anni e 211 giorni                                           |
| Edoardo VI                                      | 28 gennaio 1547                  | 6 luglio 1553                   | 2 351                     | 6 anni e 159 giorni                                           |
| Maria II (sovrana insieme a Guglielmo III)      | 13 febbraio 1689                 | 28 dicembre 1694                | 2 144                     | 5 anni e 318 giorni                                           |
| Maria I                                         | 19 luglio 1553                   | 17 novembre 1558                | 1 947                     | 5 anni e 121 giorni                                           |
| Edwing                                          | 23 novembre 955                  | 1 ottobre 959                   | 1 408                     | 3 anni e 312 giorni                                           |
| Giacomo II                                      | 6 febbraio 1685                  | 11 dicembre 1688                | 1 404                     | 3 anni e 309 giorni                                           |
| Edoardo il Martire                              | 9 luglio 975                     | 18 marzo 978                    | 984                       | 2 anni e 253 giorni                                           |
| AroldoI                                         | 12 novembre 1037                 | 17 marzo 1040                   | 856                       | 2 anni e 126 giorni                                           |
| Canuto II                                       | 17 marzo 1040                    | 8 giugno 1042                   | 813                       | 2 anni e 83 giorni                                            |
| Riccardo III                                    | 26 giugno 1483                   | 22 agosto 1485                  | 788                       | 2 anni e 57 giorni                                            |
| Luigi (contestato)                              | 14 giugno 1216                   | 22 settembre 1217               | 465                       | 1 anno e 100 giorni                                           |
| Aroldo II                                       | 5 gennaio 1066                   | 14 ottobre 1066                 | 282                       | 282 giorni                                                    |
| Edmondo II                                      | 23 aprile 1016                   | 30 novembre 1016                | 221                       | 221 giorni                                                    |
| Matilde (contestata)                            | 7 aprile 1141                    | 1 novembre 1141                 | 208                       | 208 giorni                                                    |
| Edoardo V                                       | 9 aprile 1483                    | 26 giugno 1483                  | 78                        | 78 giorni                                                     |
| Edgardo II                                      | 15 ottobre 1066                  | 17 dicembre 1066                | 63                        | 63 giorni                                                     |
| Sweyn Forkbeard                                 | 25 dicembre 1013                 | 3 febbraio 1014                 | 40                        | 40 giorni                                                     |
| Jane (contestata)                               | 10 luglio 1553                   | 19 luglio 1553                  | 9                         | 9 giorni                                                      |

## Scozia
Il più lungo periodo ricoperto da un pretendente al trono fu quello di Giacomo Francesco Edoardo Stuart (il "Vecchio Pretendente"), la cui pretesa al trono durò 64 anni, 3 mesi e 16 giorni come pretendente giacobita ai troni di Inghilterra, Scozia e Irlanda (17 settembre 1701 - 1º gennaio 1766).
| Nome           | Regno                          | Regno                                                 | Durata                  | Durata                                                        |
| Nome           | dal                            | al                                                    | giorni                  | anni e giorni                                                 |
| -------------- | ------------------------------ | ----------------------------------------------------- | ----------------------- | ------------------------------------------------------------- |
| Giacomo VI     | 24 luglio 1567                 | 27 marzo 1625                                         | 21 066                  | 57 anni e 246 giorni                                          |
| Guglielmo I    | 9 dicembre 1165                | 4 dicembre 1214                                       | 17 892                  | 48 anni e 360 giorni                                          |
| Davide II      | 7 giugno 1329                  | 22 febbraio 1371                                      | 15 235                  | 41 anni e 260 giorni                                          |
| Alessandro III | 6 luglio 1249                  | 19 marzo 1286                                         | 13 405                  | 36 anni e 256 giorni                                          |
| Malcolm III    | 17 marzo 1058                  | 13 novembre 1093                                      | 13 025                  | 35 anni e 241 giorni                                          |
| Alessandro II  | 4 dicembre 1214                | 6 luglio 1249                                         | 12 633                  | 34 anni e 214 giorni                                          |
| Giacomo I      | 4 aprile 1406                  | 21 febbraio 1437                                      | 11 281                  | 30 anni e 323 giorni                                          |
| Giacomo V      | 9 settembre 1513               | 14 dicembre 1542                                      | 10 688                  | 29 anni e 96 giorni                                           |
| Davide I       | 23 aprile 1124                 | 24 maggio 1153                                        | 10 623                  | 29 anni e 31 giorni                                           |
| Giacomo III    | 3 agosto 1460                  | 11 giugno 1488                                        | 10 174                  | 27 anni e 313 giorni                                          |
| Carlo II       | 30 gennaio 1649 29 maggio 1660 | 3 settembre 1651 6 febbraio 1685                      | 946 9 019 Totale: 9 965 | 2 anni e 216 giorni 24 anni e 253 giorni 27 anni e 104 giorni |
| Giacomo IV     | 11 giugno 1488                 | 9 settembre 1513                                      | 9 220                   | 25 anni e 90 giorni                                           |
| Maria I        | 14 dicembre 1542               | 24 luglio 1567                                        | 8 988                   | 24 anni e 222 giorni                                          |
| Carlo I        | 27 marzo 1625                  | 30 gennaio 1649                                       | 8 710                   | 23 anni e 309 giorni                                          |
| Giacomo II     | 21 febbraio 1437               | 3 agosto 1460                                         | 8 564                   | 23 anni e 164 giorni                                          |
| Roberto I      | 25 marzo 1306                  | 7 giugno 1329                                         | 8 475                   | 23 anni e 74 giorni                                           |
| Roberto II     | 22 febbraio 1371               | 19 aprile 1390                                        | 6 996                   | 19 anni e 56 giorni                                           |
| Alessandro I   | 8 gennaio 1107                 | 23 aprile 1124                                        | 6 315                   | 17 anni e 106 giorni                                          |
| Macbeth        | 14 agosto 1040                 | 15 agosto 1057                                        | 6 210                   | 17 anni e 1 giorno                                            |
| Roberto III    | 19 aprile 1390                 | 4 aprile 1406                                         | 5 828                   | 15 anni e 350 giorni                                          |
| Guglielmo II   | 11 maggio 1689                 | 8 marzo 1702                                          | 4 683                   | 12 anni e 301 giorni                                          |
| Anna           | 8 marzo 1702                   | 1 agosto 1714                                         | 4 529                   | 12 anni e 146 giorni                                          |
| Malcolm IV     | 24 maggio 1153                 | 9 dicembre 1165                                       | 4 582                   | 12 anni e 199 giorni                                          |
| Maria II       | 11 maggio 1689                 | 28 dicembre 1694                                      | 2 057                   | 5 anni e 231 giorni                                           |
| Giacomo VII    | 6 febbraio 1685                | 11 dicembre 1688 contestato fino al 16 settembre 1701 | 1 404 contestati 6 065  | 3 anni e 309 giorni contestati 16 anni e 222 giorni           |
| Giovanni       | 17 novembre 1292               | 10 luglio 1296                                        | 1 331                   | 3 anni e 236 giorni                                           |

## Galles
| Nome                       | Regno             | Regno            | Durata   | Durata              |
| Nome                       | dal               | al               | giorni   | anni e giorni       |
| -------------------------- | ----------------- | ---------------- | -------- | ------------------- |
| Llywelyn il Grande         | 1195              | 11 aprile 1240   | > 16 172 | circa 45 anni       |
| Owain Gwynedd              | 1137              | 1170             | > 11 688 | circa 33 anni       |
| Llywelyn ap Gruffudd       | 1253              | 11 dicembre 1282 | > 10 572 | circa 29 anni       |
| Dafydd ab Owain Gwynedd    | 1170              | 1195             | > 8 766  | circa 25 anni       |
| Owain Glyndŵr (contestato) | 16 settembre 1400 | c. 1416          | > 5 585  | circa 16 anni       |
| Owain Goch ap Gruffydd     | 26 febbraio 1246  | 1253             | > 2 500  | circa 7 anni        |
| Owain Lawgoch (contestato) | maggio 1372       | luglio 1378      | > 2 221  | circa 6 anni        |
| Dafydd ap Llywelyn         | 12 aprile 1240    | 25 febbraio 1246 | 2 145    | 5 anni e 319 giorni |
| Dafydd ap Gruffydd         | 12 dicembre 1282  | 3 ottobre 1283   | 295      | 295 giorni          |